# خانه مدنی
خانه مدنی مربوط به دوره قاجار است و در شهرستان آمل، پایین بازار، پایین‌تر از مسجد هاشمی در کوچه حسینیه واقع شده و این اثر در تاریخ ۱۰ مهر ۱۳۸۰ با شمارهٔ ثبت ۴۱۷۱ به‌عنوان یکی از آثار ملی ایران به ثبت رسیده‌است.